# 이머징 처치
이머징 처치(emerging church)란 20 세기 후반과 21 세기 초 하나의 기독교 운동으로 많은 경계를 넘어선다.  이 운동 관련된 단체들은 개신교, 후기-개신교, 복음주의, 후기 복음주의, 자유주의, 후기 자유주의, 보수주의 , 후기-보수주의, 재세례파, 칼뱅주의, 카리스마적 기독교, 신카리스마주의, 후기- 카리스마주의이다. 이머징 처치는 전 세계에 걸쳐 주로 북미, 서유럽, 호주, 뉴질랜드 및 아프리카에서 발견된다. 그러나 전통적인 기독교 교파에서 이와 다르게 전통적인 방식으로 예배한다.
이 운동의 지지자들은 이 운동이 현대주의자들이 말하는 보수주의 그리고 자유주의라는 명칭을 넘어서는 것으로 믿는다. 그리고 이 운동은 발전적이며 해체적인 본질, 광대한 관점들, 대화에 헌신를 강조하려는 담론을 말한이 운동의 참여자들은 포스트모던 사회속에서 살아가야 하는 믿음을 추구한다. 또한 이들은 이 대화속에서 기존 교회의 환상을 말하며, 현대 기독교인들의 예배, 현대 복음주의, 그리고 현대 기독교 공동체의 본질에 대해 해체를 주장한다. 운동의 지지자들은 현대주의자들이 말하는 보수주의와   이머징 처치는 유동적이며 정의하기가 어렵고 다양합니다. 그들은 자신들을 가장 최근에 "상속 된 교회"라고 언급하고 이전에 일어난 것과 대조적이라고 한다. 이 운동을 이끄는 대표적인 인물에는 브라이언 맥라렌이 있다.

## 예배의 특징
기존의 설교 중심의 예배가 아닌, 감각적, 즉, 시각, 청각, 후각, 미각, 촉각에 이르는 혼의 영역을 자극하여 영적인 세계를 탐구하려는 의식을 창조적으로 각색하여 참여자가 직접 체험케 하는 참여자 중심의 예배를 목표로 삼는다.  

## 신학적 특징
기존 교회의 도그마 즉 교리 중심의 신학을 탈피하여 가장 단순하며 보편적인 것만을 모델로 삼고 나머지는 현대인들의 삶에 적절한가 여부를 중심으로 교회 사역을 한다.  예수 그리스도를 본받고, 삶에서의 실천을 강조하며 공동체적 삶을 강조한다.  

## 주요 분류
마크 드리스콜과 에드 스테트저는 이머징 처치 운동을 다음과 같이 세가지로 분류하였다.

### 재건주의자 (Reconstructionists)
신학적으로 복음적이며 교인들이 변화된 삶을 갖도록 교회를 새로이 만들어야 한다고 주장하며 마이클 프로스트와 알란 허쉬등이 이들에 속한다.

### 현재주의자 (Relevants)
지금 실재의 문화를 적절하게 융화하며 신학적으로 보수적인 자들이며 댄 킴벌과 도날드 밀러가 이에 속한다.

### 수정주의자 (Revisionists)
신학적으로 자유주의적이며 복음주의 교리가 포스트모던 사회에 적절한가에 대하여 개방적이며 브라이언 맥라렌, 롭 벨, 더그 파지트가 이에 속한다. 